# Ульянов, Сергей Викторович
Ульянов Сергей Викторович (родился 15 декабря 1946 года в г. Энгельс, Саратовская область, СССР) — российский учёный.

## Биография
- 1971 — закончил Московский государственный технический университет им. Н. Э. Баумана;
- 1974 — получил степень кандидата технических наук в Московском государственном строительном университете по специальности Теория и методы расчета сооружений в экстремальных ситуациях;
- 1992 — защитил докторскую диссертацию в Институте физико-технических проблем АН СССР и получил ученую степень доктора физико-математических наук по специальности 05.13.01 по направлению системный анализ и управление, раздел «Интеллектуальные системы управления квантовымии релятивистскими динамическими системами»;
- 1974—1992 профессор в Московском государственном техническом университете радиотехники, электроники и автоматики;
- 1993—1996 профессор в Токийском университете электрокоммуникаций (Япония);
- 1996—2007 работал в Yamaha Motor Company(в токийском и миланском отделениях);
- 1998—2003 профессор в Миланском университете (Милан);
- С 2007 — профессор в Международном университете природы, общества и человека «Дубна» (Дубна);
- С 2009 — заместитель генерального директора научно-технологического парка Дубна;
- С 2010 — научный руководитель проектов компании PronetLabs.

## Научная деятельность
Область научных интересов: интеллектуальные системы управления сложными объектами с переменной (случайной) структурой; интеллектуальный инструментарий для робототехники, нечетких регуляторов; программно-аппаратная поддержка нечетких регуляторов; интеллектуальная мехатроника; биомедицинская инженерия; системы распознавания лиц; квантовые и релятивистские системы управления; мягкие вычисления; квантовые алгоритмы и квантовые мягкие вычисления.
Является членом редакционной коллегии во многих международных журналах, как «Soft Computing: A Fusion of Foundations, Methodologies and Applications», «Journal of Robotics and Mechatronics», «Journal of Advanced Computational Intelligence», «Biomedical Engineering», и председатель во многих секциях международных конференций; научный координатор международных проектов США, Италии, Японии и России.
Работал с: Л. Заде, Б. Н. Петровым, Р. Алиевым и др.
Краткий обзор научных публикаций:
- B.N. Petrov, G.M. Ulanov, S.V. Ulyanov and E.M. Khazen, Information-semantic problems for control and organization, M.: Science Publ., 1977.
- B.N. Petrov, I.I. Goldenblat, G.M. Ulanov and S.V. Ulyanov, Model theory of control processes, M.: Science Publ., 1978.
- I.I. Goldenblat and S.V. Ulyanov, Introduction in relativity theory and its applications in new technologies, M.: Phys.Mat.Giz, 1979.
- B.N. Petrov, I.I. Goldenblat, G.M. Ulanov and S.V. Ulyanov, Problems for control of quantum and relativistic dynamic systems, M.: Science Publ., 1982.
- R.A. Aliev and S.V. Ulyanov, Fuzzy controllers and intelligent control systems. M.: VINITI, Vol. 29, 1990; Vol. 32, 1991.
- S.V. Ulyanov, F. Ghisi, I. Kurawaki and L. Litvintseva, Simulation of quantum algorithms on classical computers. Universita degli Studi di Milano, Polo Didattico e di Ricerca di Crema Publ., Vol. 32, 1999 .
- L.V. Litvintseva, K. Takahashi, I.S. Ulyanov and S.S. Ulyanov, Intelligent robust control design based on new types of computations, 2004;
- С. В. Ульянов «Интеллектуальное робастное управление: технологии мягких вычислений», 2011[1];
- Ulyanov S. «Self-Organized Intelligent Robust Control Based on Quantum Fuzzy Inference. Recent Advances in Robust Control — Novel Approaches and Design Methods» (Edited by Andreas Mueller), 2011; (available[2]).

## Промышленная деятельность
- спроектировал нечёткий регулятор для мобильных роботов и манипуляторов в Институте физико-технических проблем и в Токийском университете электрокоммуникаций;
- способствовал развитию электропневматических пропорциональных регуляторов на СБИС для интеллектуальной системы взбирающегося по стенам робота, предназначенного для спасательных работ на Чернобыльской АЭС, окрашивания стен, пожаротушения и т. д.;
- участвовал в разработке интеллектуальной полуактивной подвеске автомобиля;
- один из изобретателей аппарата искусственной вентиляции лёгких на основе электропневматического регулятора;
- совместно с компанией ST Microelectronics (Италия-Франция) разработал программное обеспечение и аппаратные интерфейсы для нечёткого процессора и нечёткого регулятора интеллектуального мобильного робота.

## Краткий обзор научных заслуг С. В. Ульянова
Он опубликовал более 40 книг и 250 статей в журналах и трудах конференций в различных научных областях.
Имеет более 30 патентов (интеллектуально-робастное управление, квантовые мягкие вычисления и их промышленное применение), опубликованные в США, 25 странах ЕС, Японии и Китае.